# Condado de Forest (Wisconsin)
El condado de Forest (en inglés: Forest County), fundado en 1848, es uno de 72 condados del estado estadounidense de Wisconsin. En el año 2000, el condado tenía una población de 10,024 habitantes y una densidad poblacional de 4 personas por km². La sede del condado es Crandon.

## Geografía
Según la Oficina del Censo, el condado tiene un área total de 2,710 km², de la cual 2,626 km² es tierra y 84 km² (3.09%) es agua.

### Condados adyacentes
- Condado de Florence (noreste)
- Condado de Marinette (este)
- Condado de Oconto (sureste)
- Condado de Langlade (suroeste)
- condado de Oneida (oeste)
- Condado de Vilas (noroeste)
- Condado de Iron, Míchigan (norte)

## Demografía
En el censo de 2000, había 10,024 personas, 4,043 hogares y 2,769 familias residiendo en el condado. La densidad poblacional era de 4 personas por km². En el 2000 había 8,322 unidades habitacionales en una densidad de 3 por km². La demografía del condado era de 85.86% blancos, 1.18% afroamericanos, 11.30% amerindios, 0.17% asiáticos, 0.04% isleños del Pacífico, 0.23% de otras razas y 1.22% de dos o más razas. 1.08% de la población era de origen hispano o latino de cualquier raza.

## Localidades

### Ciudades y pueblos
- Alvin
- Argonne
- Armstrong Creek
- Blackwell
- Caswell
- Crandon
- Freedom
- Hiles
- Laona
- Lincoln
- Nashville
- Popple River
- Ross
- Wabeno

### Áreas no incorporadas
- Carter
- Cavour
- Laona
- Laona Junction
- Mole Lake
- Padus
- Soperton
- Wabeno